# 太鼓之達人 任天堂Switch版！
《太鼓之達人 任天堂Switch版！》（中国大陆官方译为）是万代南梦宫娱乐开发，2018年发行于任天堂Switch的节奏游戏。和太鼓达人系列前作类似，玩家扮演日本太鼓演奏者，按照音乐节奏准确敲打红、蓝两类音符。
《太鼓之達人 任天堂Switch版！》除按键和触控操作外，还应游戏机特性设计了动态演奏模式，玩家可挥动Joy-Con模拟敲击太鼓。作品还引入派对模式，支持至多四人游玩40余种节奏小游戏。本作是自2004年以来，系列在西方推出的首款作品。媒体称赞游戏扎实的核心机制和丰富的聚会模式，但批评动态模式操控不佳。游戏截至2020年7月出货100万套。

## 玩法
《太鼓达人 任天堂Switch版！》是一款节奏游戏，其机制與系列前作類似：玩家依照樂曲节奏准确敲打一連串圓形音符，顺利通过歌曲。圓形音符從螢幕右側向左流入，當音符與左侧判定圈重疊時，玩家要抓准时机打擊。音符主要分為紅音符「咚」藍音符「咔」兩類，分別象徵太鼓的鼓面和鼓邊，需要用不同的按键打击；此外游戏亦有黄色的长鼓形音符和气球音符，需要玩家连续击打。在正确时机打擊音符时，画面右上方的魂量表會提升；只有魂量表積累到一定程度，曲目才算成功演奏。遊戲有多种操作方式。除按键玩法和触控玩法外，本作还新增了为任天堂Switch设计的动态演奏玩法。动态演奏中，玩家握住Joy-Con控制器模拟敲击太鼓：直接向下挥动Joy-Con打击咚音符，斜向下45度挥动Joy-Con打击咔音符。玩家還可另购太鼓控制器外设，使用鼓棒敲击鼓型控制器游玩。
《太鼓达人 任天堂Switch版！》有多種遊玩模式。在基础的演奏模式中，可以用一台游戏机單人或雙人遊玩，或两台游戏机本地通信至多四人游玩。此模式中，玩家可以選擇本作引入的「演奏角色」，例如太鼓达人系列的小咚、任天堂角色卡比等。演奏角色能带来各类輔助效果，如降低判定嚴格度、提升游戏难度等。派對模式是本作引入的另一大新要素。該模式收錄40多款节奏小遊戲，例如棒球小遊戲中，玩家要根據節奏打出全壘打。聚会模式支持至多四人遊玩，得分最多的玩家为胜。遊戲更新后還追加了「咚咔對戰」模式。该对战模式中，玩家要打擊音符积累能量，發動攻擊將對手體力清零。對戰中會出現特殊音符，击中后能發動有利己方或妨害對手的效果（如强化攻擊力、隱藏對手譜面音符），從而逆轉局勢。此外，玩家还可以線上對戰。
和系列前作一樣，遊戲收錄流行樂、動畫音樂、古典音樂、原創音樂等各类乐曲。每首乐曲分为四档难度。游戏首发时含70余首曲目。官方之后不断推出追加乐曲，玩家可前往任天堂電子商店购买。截止2022年7月，遊戲共收录400餘首曲目。

## 發行
2017年1月的任天堂Switch發布會上宣布，太鼓之達人系列新作预定登录Switch平台。2018年3月，任天堂在网络直播发表会宣布了本作日版標題，並透露加入支援HD震动的動態演奏模式。万代南梦宫4月份公布了部分曲目名單，公开了演奏角色、聚會模式两项新要素。5月15日万代南梦宫宣布，日文版和繁体中文版预定7月19日发行；预购玩家可以获得一个奖励演奏角色。同日，游戏配件商量HORI公开了专用太鼓控制器。游戏发行前一周，万代南梦宫投放日本游戏主播HIKAKIN演出的电视广告，演示了動態演奏模式。
亞洲萬代南夢宮6月份確認，遊戲预定於2018年8月9日在東南亞發售。东南亚版首发支援日語語音和日中韓文字幕；英文字幕後續透過更新檔釋出。北美萬代南夢宮娛樂之后宣布，西方版游戏预定與PlayStation 4遊戲《太鼓之達人 合奏咚咚咚！》一同于11月2日推出。西方版曲目与日本版相同，但加入了語言選項。美區遊戲僅有數位版；歐洲區另有實體版游戏和太鼓控制器銷售。这是自2004年PlayStation 2《太鼓达人 鼓咚大師！》以来，系列作品首次登陆西方市场。

## 評價
依据评论汇总网站Metacritic统计，《太鼓之達人 任天堂Switch版！》获得“总体好评”之评价。
任天堂世界报道的米切尔·帕顿认为核心玩法坚实；Gamespot的海蒂·坎普斯持同样观点，并稱讚游戏容易上手。坎普斯还提到游戏操作方法多样，但认为多数模式优化不佳。网易爱玩的铁士代诺也称，不同模式的操作感受和延迟情况大相径庭，建议玩家试玩后决定是否购买。至于新引入动态模式，媒体普遍批评难以操控、体验糟糕。多篇评测将聚会模式与节奏天国系列并论，肯定该模式收录了丰富的节奏小游戏。
Destructoid的克里斯·卡特称赞称赞游戏歌曲丰富；但坎普斯认为歌曲面向日本受众，劝退西方玩家。卡特还称游戏乐曲分多档难度，不同水准的玩家皆可享受。评论称赞背景动画生动可爱，但批评游戏读盘时间长。帕顿还批评英语版的翻译蹩脚。
據Media Create統計，《太鼓之達人 任天堂Switch版！》日區实体版首週銷量約7萬套，為當週最暢銷遊戲及系列近作首週銷量之最。2018年底时，遊戲實體版在日本售出26萬套。截至2019年5月，游戏销量达到60万大关。2020年7月，遊戲全球出货量突破100萬套。
《太鼓之達人 任天堂Switch版！》是日本一些电子竞技活动的比赛项目。